# Pfarrhaus Altluneberger Straße 134
Das Pfarrhaus Altluneberger Straße 134 westlich von der Kirche Altluneberg, im niedersächsischen Schiffdorf, Ortsteil Altluneberg, im Landkreis Cuxhaven stammt aus dem frühen 20. Jahrhundert.
Aktuell (2024) wird es als Wohnhaus genutzt.
Das Gebäude steht unter Denkmalschutz (siehe auch Liste der Baudenkmale in Schiffdorf).

## Beschreibung
Das eingeschossige verklinkerte giebelständige Gebäude von 1905 (Inschrift) mit Satteldach sowie Giebelfassade mit leicht hervortretenden Lisenen, Putzflächen und markantem Ziegeldekor wurde für die Kirche des Rittergutes Altluneberg im Ort gebaut und nach 1923 von der neu gegründeten Kirchengemeinde als Wohn- und Gemeindehaus übernommen. Wahrscheinlich war es eine Erweiterung eines älteren Backsteinbauwerks.
Das Landesdenkmalamt befand u. a.: „… als Teil des Rittergutes Altluneberg besteht aus geschichtlichen und städtebaulichen Gründen ein öffentliches Interesse.“
Die ev.-luth. Dreieinigkeits-Gesamtkirchengemeinde Altluneberg-Beverstedt-Lunestedt im Kirchenkreis Wesermünde hat ihren  Sitz aktuell (2024) in Beverstedt und das Gemeindehaus befindet sich nun in Wehdel.